# Religion en Hongrie
Appartenance religieuse en Hongrie (2009)
- Catholicisme (54,5 %)
- Protestantisme (19,5 %)
- Autres chrétiens (0,3 %)
- Judaïsme (0,1 %)
- Autres religions (0,1 %)
- Sans religion (14,5 %)
- Pas d’informations (10,8 %)

La Hongrie (~ 10 000 000 Hongrois en 2020, hors diasporas) est traditionnellement un pays catholique romain avec une minorité protestante. Avant la Seconde Guerre mondiale, environ 5 % de la population (725 000 personnes) était de religion juive.

## Histoire

### Pannonie pré-magyare
Les habitants les plus anciennement identifiés de la grande région sont les Pannoniens, peuple indo-européen apparenté aux Illyriens et aux Vénètes, auxquels se joignent des Celtes et des Boïens au IVe siècle avant notre ère.

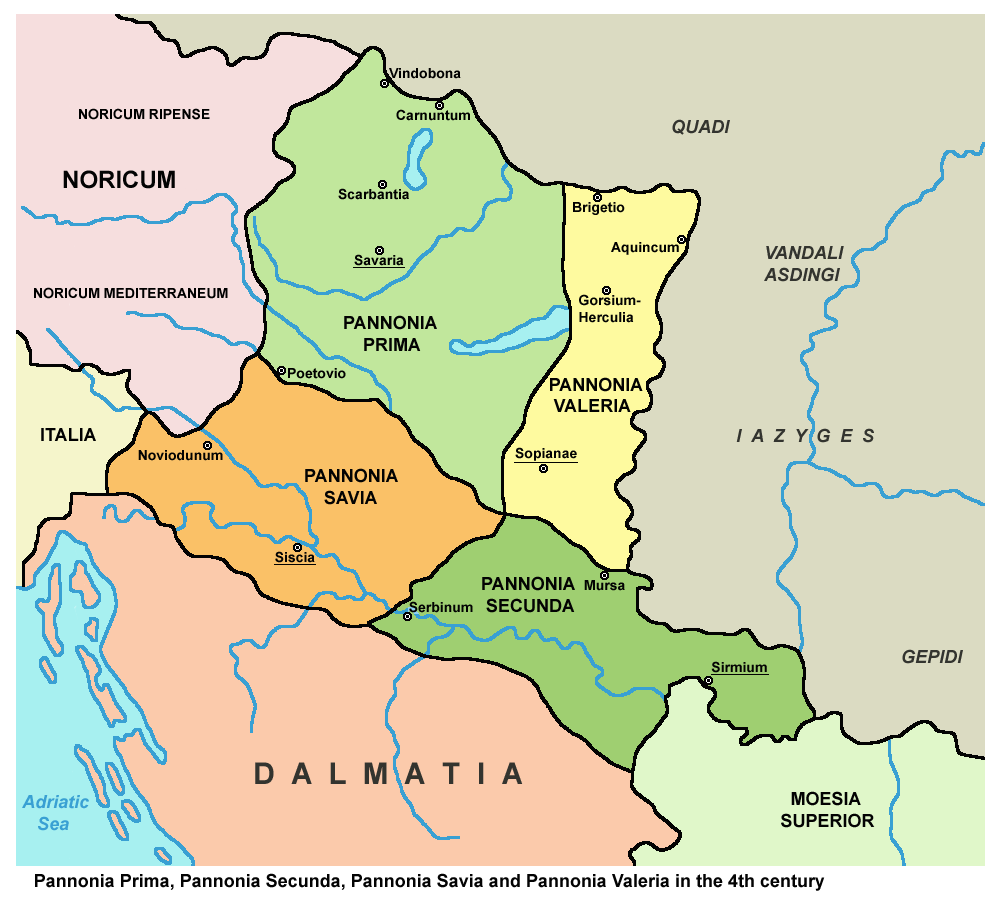
Pannonie(s).

La Pax Romana de l'Empire romain, expansionniste et impérialiste, rencontre des résistances, supposées légitimes, dans ses marges ou marches, particulièrement dans cette région à limes incertain.
Tout paraît recommencer, dans le domaine religieux, en province romaine de Pannonie, avec une évangélisation, première ou seconde, menée plus tardivement par Martin de Tours (316-397), natif de Pannonie.
La Pannonie, considérée dans son ensemble, conserve son importance dans les luttes de pouvoir pour l’Empire romain, grâce à la puissance de l’armée d’Illyrie : Pannonie supérieure et Pannonie inférieure en 103, Pannonia Prima (en) et Pannonie-Valeria à partir de 296.
Les limes danubiens (en), limes de Pannonie (en) et limes de Mésie (en) précisent les zones d'influence.
Vraisemblablement, l'évangélisation en milieu commerçant cosmopolite, dans l'armée romaine (et les troupes auxiliaires), et dans l'administration romaine, a pu avoir lieu, peut-être dès l'âge apostolique, dans le contexte religieux officiel de la religion de la Rome antique, dont il convient de respecter les formes.
L'archéologie des pierres tombales permet de confirmer l'existence d'un christianisme au IIe siècle. Vers 309, Quirin de Siscia, évêque de Siscia, est le seul martyr connu des grandes persécutions.
Au milieu du IVe siècle, la Pannonie inférieure est également impliquée dans le conflit religieux entre orthodoxes et ariens : les évêques Photin à Sirmium, Valens à Mursa et son voisin Ursace à Singidunum en Mésie sont ariens,  quatre conciles se tiennent à Sirmium en 351 et 357-359, à l’initiative de l’empereur Constance II, et en 376, l’évêque Ambroise de Milan impose un évêque orthodoxe à Sirmium, actuelle Sremska Mitrovica (Serbie actuelle). Antoine de Lérins (v.468 - v.520), également connu comme Antoine l'Ermite naît en Pannonie hunnique et finit sa vie comme moine à Lérins (près de Cannes).
Mais, dès 380, l'Empire romain d'Occident ne maîtrise presque plus rien dans la région.
Les mouvements migratoires des populations germaniques, hunniques et autres (IVe – VIe siècles) provoquent la fin de l'antiquité tardive.
Après la mort du roi des Huns Attila, en 453, la Pannonie est gouvernée successivement par les Ostrogoths, les Gépides puis les Lombards au début des années 500. Ils s’agglomèrent avec les débris de divers peuples (Sarmates, Hérules, Ruges, Suèves, etc.). Leur roi Waccho (vers 510-540) entretient de bons rapports avec l’Empire romain d'Orient, déjà Empire byzantin, qui a repris la Dalmatie et bataille pour la reconquête de l’Italie. En 568, les Lombards et leurs alliés quittent la Pannonie pour l’Italie tandis que les premiers Slaves commencent à arriver. La romanisation de la Pannonie est alors déjà effacée sauf dans quelques massifs montagneux limitrophes de la Dalmatie, comme le Romanija Planina ou le Stari Vlah. 
Le pays est ensuite gouverné par les Avars, qui occupent le bassin du Danube et s’emparent de Sirmium en 582. Leur présence coupe durablement la route commerciale entre la mer Adriatique et mer Baltique. Leur royaume est plus solide et plus durable que celui des Huns, jusqu'à menacer l'empire d’Orient, puis il se heurte à l’expansion vers l’est des Francs au milieu du 
VIIe siècle. Ce qu'il reste de la culture de Keszthely (en), une installation avare près du lac Balaton, permet de supposer un reliquat de romanisation, un christianisme avec pour langue un roman de Pannonie, et un artisanat de qualité.
En 811, les Avars sont soumis par Charlemagne à l’ouest du Danube (Marche de Pannonie) (en), et par les Bulgares à l'est.
Les Slaves méridionaux de Ljudevit Posavski expulsent les Francs au IXe siècle, tandis que les Hongrois s’installent en Pannonie en 901. L'histoire de la Pannonie s’achève et celles de la Hongrie et des pays slaves voisins 
commencent.
Les premières installations dans le bassin des Carpates se font en Pannonie et le long du Danube et de la rivière Tisza, terres fertiles mais faiblement peuplées où avaient auparavant vécu des Slaves, des Avars, des Gépides et des Iazyges. Deux puissances qui contrôlaient jusque-là la région : la Grande-Moravie au nord-ouest et la Bulgarie au sud-est, sont alors évincées, et les canesats et voïvodats locaux, slaves, slavo-valaques ou valaques (la question est disputée) passent progressivement sous suzeraineté hongroise, ce qui est évoqué, de manière romancée, dans la chronique appelée Gesta Hungarorum (la « Geste des Hongrois ») du chroniqueur anonyme du roi Géza. Les alliés des Magyars s'installent dans le pays : les Kabars, les Khazars du khân Kursan dans le comitat actuel de Hajdú-Bihar, les Iasses dans l'actuelle région de Jász (Ïassie), les Coumans celle de Kunság (Coumanie). Sous l'influence de toutes ces populations assimilées, auxquelles s'ajoutent toutes les familles raflées en Allemagne, France, Espagne, Italie, Balkans… les Magyars se sédentarisent, abandonnent progressivement leur mode de vie pastoral, mettent le pays en culture et intègrent techniques agricoles et vocabulaire slave, germanique et latin. L'église participe activement à ce processus et les monastères fleurissent.
De nombreux Magyars restent cependant au nord des Carpates même après 895-896, comme l'indiquent de nombreux vestiges archéologiques près de Przemyśl. Ils semblent pourtant avoir rejoint les autres Magyars à partir de l'an 900. Les Magyars restés dans l'Etelköz s'installent enfin, sous la pression des Second Empire bulgare et des Petchénègues, en Transylvanie orientale où l'on pense qu'une partie de la minorité magyarophone actuelle n'est pas descendante des tribus d'Árpád mais, comme les Csángó de Moldavie, de ces Magyars restés en Etelköz : ce sont les Sicules, qui constituent environ 40 % de la population magyarophone de Roumanie, mais dont l'origine exacte est encore matière à débat. Certains avancent même que les Sicules s'étaient en fait installés en Transylvanie avant même que les tribus magyares ne quittent l'Etelköz.
- Sites archéologiques en Hongrie, Monuments romains en Hongrie
  - Ulcisia Castra (Szentendre), Aquincum (forteresse légionnaire de Budapest)
  - Nécropole paléochrétienne de Pécs
  - Limes Pannonicus (de), Limes du Danube (de), Limes Noricus (de)
  - Liste des noms latins des villes de Hongrie
- Liste du patrimoine mondial en Hongrie

### Installation magyare auIXesiècle
L'« occupation de la patrie » (Honfoglalás) ou « conquête hongroise » date des IXe – Xe siècles.
Le passé magyar c'est la Magna Hungaria, la Levédia, une partie de la steppe pontique où les tribus magyares ont leurs sept chefs magyars, l'Etelköz, dans une partie de la Grande Ukraine, dans les années 830-895.
Les empires nomades des peuples cavaliers s'accommodent de l'âge pastoral de la plaine de Pannonie (ou bassin du Moyen-Danube)), de la Grande-Moravie (833-925 ?).
Hierotheos de Hongrie (de) est réputé, selon les historiens byzantins, être le moine orthodoxe nommé évêque de Hongrie (Turkia), envoyé en mission en 952 (après d'autres tentatives mal connues) par le patriarche de Constantinople Théophylacte de Constantinople (en fonction de 933 à 956), auprès du chef hongrois Gyula (Archon) (de), qu'il accompagne ensuite après l'avoir converti et baptisé à Constantinople.
Le roman national recouvre des réalités : des relations au moins diplomatiques, religieuses, commerciales et guerrières sont maintenues.
Ainsi, le prêtre errant saxon Gottschalk d'Orbais (805-869) visite Dalmatie, Pannonie et Norique au début de 848. Zalavár (Blatnohrad en slovaque, Blatnograd en croate, Moosburg en allemand, Urbs Paludarum), capitale de la principauté slave du Balaton, fondée par Pribina, accueille Cyrille et Méthode en 867.
Une trentaine d'églises auraient existé alors en Pannonie.
Une basilique Saint-Adrien, construite vers 855 à Zalavar, est détruite, puis reconstruite vers 890 par Arnulf de Carinthie (850-899), roi de Francie orientale puis empereur d'Occident, sur décision du pape Jean VIII.
La préhistoire hongroise (en) est complexe. Les informations de Ibn Rustah et 
Abu Sa'id Gardezi (en) évoquent une période d'appartenance au khanat khazar. La langue serait d'origine proto-ouralienne. La mythologie magyare ou religion proto-magyare et les vestiges chamaniques dans le folklore hongrois (en) renvoient à une forme de tengrisme.
L'origine des Sicules de Transylvanie est comparable. Le regain d'intérêt pour les traditions proto-magyares remonte à 1900. Les principales traces servant à leur reconstitution se trouvent notamment dans des textes du Moyen Âge, la langue et le folklore hongrois, mais également dans des éléments syncrétiques perpétués par le christianisme.
Les Magyars ont été en contact avec des juifs, des chrétiens, des musulmans, et des tenants d'autres confessions lors de leur histoire.
La christianisation relative de leurs dirigeants est récente. Sous le principat du Grand-prince Géza, la fondation de l'abbaye de Pannonhalma en 996 marque l'adoption officielle du christianisme (latin).

### Christianisme
À la mort de Géza de Hongrie, son fils Étienne, né Vajk vers 975, lui succède en tant que grand-prince de Hongrie en 997 (Grande-principauté de Hongrie). Il fonde le royaume de Hongrie dont il devient le roi en 1000 ou en 1001, jusqu'à sa mort en 1038. Canonisé en 1083 pour l'évangélisation de son pays, et l'intégration de son pays dans l'Occident chrétien,  Étienne Ier ou Saint Étienne (en hongrois : Szent István király, en latin : Sanctus Stephanus, en slovaque : Štefan I ou Štefan Veľký), Étienne Ier de Hongrie est encore aujourd'hui considéré comme le saint patron de la Hongrie.
Dès ses origines le royaume de Hongrie a presque toujours été multiethnique, accueillant régulièrement des détachements d'autres peuples, les uns originaires d'Asie centrale et turcophones : Onoğurs, Proto-Bulgares, Khazars, Petchénègues (besenyők), Coumans (kunok), les autres iranophones tels les Iasses (jászok), d'autres des Balkans et du Bas-Danube (oláhok : valaques), d'autres encore d'origines française ou italique (olászok) mais plus encore slave (szlávok) et germanique (szászok : Saxons). Pour améliorer leur condition, ces populations que domine la noblesse hongroise passent progressivement à la langue hongroise et au catholicisme.
Ainsi, au-delà du récit national mentionnant la filiation entre les groupes magyars et les Hongrois actuels, la Hongrie s'est caractérisée au cours de son histoire comme un territoire largement ouvert aux influences extérieures et au brassage de populations. Outre les différentes tribus mentionnées plus haut qui se mélangent plus ou moins aux Proto-magyars puis aux Magyars au long de leur pérégrination, d'autres groupes plus ou moins identifiés contribuent à l'édification de la culture et de la langue hongroise actuelles : les Petchénègues, Coumans ou Allemands au Moyen Âge, les Turcs pendant leur occupation de la Hongrie de 1541 à 1700, les Autrichiens, Slovaques et Serbes invités à repeupler les territoires abandonnés par les Turcs après 1700, ainsi que bien d'autres populations (Slovènes, Croates, Valaques, Roms, Juifs…) jusqu'à la période contemporaine.

#### De l'an milleà 1526
Selon le témoignage de Bruno de Querfurt (974-1009), l'évangélisation se fait de manière intensive par des missionnaires étrangers (slaves, allemands, italiens) aidés d'interprètes, la christianisation est forcée, les pratiques païennes sont interdites et punies. Les religieux sont d'abord tous étrangers. Le premier magyar nommé évêque l'est en 1036. La construction d'églises paroissiales est imposée. Des monastères sont créés. L'enseignement ecclésiastique se fait en latin. L'orthodoxie est tolérée dans certaines zones anciennement christianisées. Judaïsme et Islam sont encadrés, parfois frappés d'interdictions.
La résistance est plutôt violente, à la fois de la part de groupes d'aristocrates magyars négligés par l'appareil royal (plus confiant dans les assistants étrangers) et d'une partie du peuple inspirée par le bogomilisme.
La traversée de la Hongrie par les troupes de la première croisade pose de sérieux problèmes au royaume réputé entièrement converti, selon Coloman de Hongrie, roi en exercice en 1095-1116.
Au XIIe siècle, châteaux, églises et monastères sont construits en pierre. Au XIIIe siècle, divers ordres monastiques s'installent en Hongrie : ordres mendiants (1220), Dominicains (1221), Franciscains (1229). Le roi André II de Hongrie (en fonction en 1205-1235) se fait reprocher d'employer des juifs et des musulmans dans l'administration des revenus royaux.
En 1241, la Bataille de Mohi, perdue malgré les avertissements de Frère Julien après ses voyages de 1235-1238 auprès des Magyars orientaux de Bachkirie, marque la première partie de l'invasion mongole de l'Europe. Elle inaugure un siècle de désastres, dont la peste noire (1347-1352).
- Histoire du christianisme en Hongrie (en)
- Synode de Szabolcs (1092)
- Abbayes en Hongrie, dont Abbaye territoriale de Pannonhalma (996)
- Liste de cloîtres en Hongrie (de)
- Banats

#### Période ottomane(1526/1541-1699) (et jusqu'en 1718 pour le Banat)
À l'époque ottomane, un tiers environ des Hongrois adoptent la Réforme ; en Hongrie orientale, l'édit de tolérance de 1568 place le luthéranisme, le calvinisme et l'unitarisme à égalité avec le catholicisme, comme « religions acceptées » (receptæ).
Durant la domination ottomane (Hongrie ottomane), la paix demeure fragile ; les Habsbourg ont pour objectif de libérer les terres de l’invasion musulmane tout en promouvant la Contre-Réforme.
Le contexte est également et durablement guerrier : guerre hongro-ottomane (1366-1526), guerres austro-turques (1535-1718), guerres ottomanes en Europe (1346-1918).
La culture de l'Empire ottoman a ses grandeurs, dont certaine tolérance religieuse (pacte de protection discriminatoire dhimmi, christianisme dans l'Empire ottoman (en)), mais aussi ses limites, dont certain esclavagisme et devchirmé.
Les Magyarabes d'Égypte et du Soudan sont une petite communauté résultant de modestes transferts de populations de l'époque. Il peut s'agir seulement d'un groupe de mercenaires d'origine magyare installés.
Les deux événements les plus marquants de la parenthèse ottomane restent la bataille de Mohács (1526) et le traité de Szatmár (Satu Mare, 1711).

#### Période austro-hongroise (1526-1918)
La période signifie dans ce domaine la contre-réforme ou réforme catholique qui consiste à lutter contre les tenants de la réforme protestante et à promouvoir bâtiments, rites, cérémonies, langue allemande et arts du catholicisme (habsbourgeois), dans un contexte intérieur et international assez difficile.
L'Édit de Torda (en) (1568), le premier décret de liberté religieuse en Europe, autorise, dans le Royaume de Hongrie orientale de Jean II de Hongrie (roi de Hongrie et prince de Transylvanie), les communautés religieuses à élire leurs pasteurs.
- Confins militaires transylvains

#### Catholicisme
Le catholicisme en Hongrie, et dans les territoires dépendants, est, pendant presque un millénaire, la confession religieuse chrétienne majoritaire, à peu près officielle, sauf à de rares périodes, et sur des territoires particuliers.
L'église grecque-catholique, de rite byzantin, tire ses origines des restes de l'orthodoxie des origines, quand les Byzantins étaient en terre de mission. 
Pendant les conflits avec les protestants, l'église grecque-catholique a servi de refuge à de nombreuses communautés catholiques.
- Église catholique en Hongrie, de rite latin, en latin et hongrois
- Église grecque-catholique hongroise, église catholique orientale, de rite byzantin, en hongrois
- Révolte païenne de Vata (1044)
- Chemins de Compostelle en Hongrie (de)
- Révolte de Bobâlna (1437), orthodoxe et hussite

#### Protestantisme
La reine Gisèle de Bavière (vers 985-1060), d'origine bavaroise est en partie à l'origine des premières installations de populations germanophones dans la Hongrie (de son époque) : Minorité allemande de Hongrie, Allemands du Banat, Saxons de Transylvanie, Allemands de Roumanie, et donc un peu de la colonisation germanique de l'Europe orientale, particulièrement dans les villes minières de Hongrie.
Le concile de Constance (1414-1418) donne lieu entre autres au procès et à la condamnation pour hérésie des réformateurs John Wyclif, Jan Hus et Jérôme de Prague (et les deux derniers sont suppliciés sur le bûcher à onze mois d'intervalle).
Le Concile de Bâle-Ferrare-Florence-Rome (1431-1441) adopte le conciliarisme (même avec supériorité papale, et condamné en 1870 et 1964) et signe des accords (compacta) avec les hussites modérés (mais qui ne sont pas ratifiés par le pape).
À partir des années 1550, à l'époque de Marie de Hongrie (1505-1558), la réforme calviniste commence à se répandre parmi les Magyars, d'abord germanophones, tant dans le royaume qu'en Transylvanie et qu'en Hongrie ottomane. 
Vers 1555, le jeune prince transylvain Jean-Sigismond (János-Zsigmond) de Transylvanie règne sur une principauté où cohabitent plusieurs confessions chrétiennes, catholiques, orthodoxes et protestantes. La principauté accueille aussi des réfugiés vaudois, hussites, anabaptistes ou juifs, pourchassés ailleurs par l'inquisition catholique ou par l'intransigeance protestante. Les luthériens sont alors en passe de dominer la principauté, si bien que la reine Isabelle, fille de Bona Sforza née en Pologne, obtient de la Diète transylvaine en 1557 un édit de tolérance reconnaissant des droits égaux aux catholiques et aux luthériens. Par cet édit, toutes les confessions ne sont cependant pas à égalité car la Transylvanie est dominée par l'Unio Trium Nationum (« Union des trois nations », alliance entre l'aristocratie hongroise, les bourgeois et les fermiers libres Saxons et les guerriers Sicules, alors que les paysans roumains, ayant été privés de leurs franchises et asservis après l'échec des jacqueries de Bobâlna (1437) et de Gheorghe Doja/Dózsa György (1514), sont déclarés « nation tolérée », leurs représentants sont exclus de la diète et leur forme de christianisme, orthodoxe, n'est pas recepta (« légalement acceptée) » comme le sont le luthéranisme, le calvinisme et le catholicisme.
Une Église unitarienne est alors créée avec à sa tête Ferenc Dávid et comme membre de choix Jean Sigismond (cas unique dans l'Histoire). Ferenc Dávid reste à la Diète transylvaine de 1571 le temps de légaliser l'existence à égalité des quatre Églises catholique, luthérienne, calviniste et unitarienne.
Comparée à la Petite Église des Frères Polonais, la nouvelle Église unitarienne transylvaine en est effectivement très proche, mais moins influencée par l'anabaptisme. En effet, les unitariens ne s'interdisent pas l'accès aux emplois supérieurs de l'État, ni le port d'arme, ni le droit à la guerre défensive. Ainsi, sous le règne d'un prince lui-même unitarien, et aussi sous son successeur immédiat, l'Église unitarienne de Transylvanie réussit à prospérer et même essaimer en Hongrie voisine.
La Bible de Vizsoly, première traduction (intégrale) en hongrois de la Bible, d'inspiration calviniste, est imprimée en 1590 : histoire du christianisme en Hongrie (en).
Dans les années 1604-1606, les attaques des nobles hongrois, en révolte contre le roi Habsbourg, obligent ce dernier à conclure la paix avec les Ottomans et à leur accorder la liberté de conscience, reconnue par les articles de la paix de Vienne en 1606, qui élargit à la Hongrie royale l’édit de tolérance de 1568 par lequel tant le luthéranisme que le calvinisme et l'unitarisme étaient, à égalité avec le catholicisme, des « religions acceptées » (receptæ ) dans la principauté hongroise de Transylvanie. Cependant, en dépit de la paix de 1606, garantissant une certaine liberté de conscience aux sujets du royaume de Hongrie, les évêques catholiques, soutenus par les Jésuites,, continuent la politique de vexations à l'encontre des protestants de la Hongrie royale.
L'Église évangélique de Hongrie et l'Église réformée de Hongrie sont persécutées par le pouvoir autrichien, catholique, antiprotestant, partisan de la réforme catholique ou contre-Réforme dès le Concile de Trente (1542), un peu à la manière des dragonnades, particulièrement durant la décade de deuil (Mourning Decade, 1671-1681) : réfugiés religieux (protestants) (de) (depuis des États catholiques rigoureux vers des États tolérants), chemins de contrebande de la Bible (de), déportations (dont les Landlers de Transylvanie, dans la région de Sibiu), transmigration d'Autriche en Transylvanie (de), recatholisation (de), confessionnalisation (de).
Parmi les conséquences, le Nicodémisme (le fait de prétendre être catholique sans l'être, pharisianisme), le  crypto-protestantisme (de), jusqu'aux Édits de tolérance (de) (1781-1785) de l'empereur Joseph II (empereur du Saint-Empire) (1741-1790), dont le joséphisme met fin aux abus de la contre-réforme sur ses territoires. Enfin, en 1861, François-Joseph Ier (empereur d'Autriche) signe l'ordonnance de constitution des églises protestantes (de) (Protestantenpatent).
- Église évangélique de Hongrie (1560), luthérienne, initiée par les réformateurs Matthias Devai (1500-1545), Gál Huszár (1512-1575) et Mihály Sztárai (1500c-1575)
- Église réformée de Hongrie (1567, Magyarországi Református Egyház, MRE), calviniste, protégée par les princes de Transylvanie, Étienne II Bocskai (1557-1606), Gabriel Bethlen (1580-1629), Georges Ier Rákóczi (1593-1648))
  - Église réformée hongroise
  - Église protestante hongroise en France
- Église unitarienne hongroise (1568), Arrondissement ecclésiastique unitarien de Hongrie
  - Sabbatéens Szeklers (en) (Sicules (Transylvanie), Cristuru Secuiesc, Raków) : 1588-1638, puis 230 ans d'existence secrète, puis conversion (et/ou extermination)
  - (autres sectes chrétiennes (réputées unitariennes), judaïsantes, non-adorantistes, antitrinitaires : Soubbotniks, Moloques, Abrahamites de Bohême, Frères polonais)
- Édit de Torda (de) (1568, Thorenburg, tolérance des quatre confessions))
- Synode de Sillein (de) (1610), évangélique, Étienne II Bocskai
- Anglicanisme en Hongrie (en)
- Évangélicalisme en Hongrie (en)
  - Église chrétienne apostolique (nazaréene) (1830), anabaptiste
  - Église baptiste de Hongrie (1874), confession chrétienne évangélique baptiste
- Mormons en Hongrie (en)
- Presbytérianisme en Hongrie (en)
- Læstadianisme, Conservative Laestadianism (en), luthérienne revivaliste
- Assemblée de la Foi (1979), confession chrétienne évangélique charismatique hongroise à méga-église
- Temples protestants en Hongrie
- Expulsion des Allemands d'Europe de l'Est (1944-1948)

#### Orthodoxie
L'église grecque-catholique est évoquée sous la rubrique catholicisme. Les églises orthodoxes, n'acceptant pas la suprématie du pape, concernent principalement les minorités nationales (serbes, ukrainiennes, grecques, roumaines).
- Églises serbe-orthodoxes en Hongrie (bâtiments) (de)

### Judaïsme
La population qui revendique sa judaïté en 2020 serait de 50 000-100 000 personnes, principalement à Budapest. La population a pu représenter jusqu'à 5 % de la population totale du pays.
La présence de Juifs sur le territoire de l'actuelle Hongrie remonterait (à la lecture d'inscriptions contemporaines) à l'époque des provinces romaines de Pannonie (Ier siècle) puis de Dacie trajane (IIe siècle), peut-être simplement de passage, en accompagnement des troupes et administrations romaines.
La première mention d'une communauté juive en Hongrie date d'une lettre (960) du médecin, diplomate et mécène, juif de Cordoue, Hasdaï ibn Shaprut (915-970) au khan des Khazars, auquel il explique leurs origines et leur organisation sociale. Il s'agit alors d'Ashkénazes parlant surtout le yiddish.
Le synode de Szabolcs (1092) les évoque. À la suite d'exactions des Croisés, de nombreux Juifs se réfugient en Hongrie, et la royauté est amenée à encadrer les relations commerciales, sociales et cultuelles. Le synode de Buda (1279) impose le port d'un morceau de tissu rouge sur le côté gauche de la poitrine, et menace d'exclusion voire d'excommunication tout chrétien signant une transaction avec un Juif non marqué, ou partageant une maison ou des terres avec un Juif, ou confiant une fonction. André III (1291-1301), le dernier roi de la dynastie Árpád, accorde en privilège à la communauté de Posonium (Bratislava) le bénéfice de toutes les libertés des citoyens.
Sous le règne des rois étrangers qui occupent le trône de la Hongrie, après l'extinction de la maison d'Árpád, particulièrement à partir de la Peste noire de 1349, les Juifs hongrois sont victimes d'expulsions, réintégrations et persécutions (1349-1526).
Dès leur prise de contrôle, les Ottomans déplacent diverses communautés (Sofia, Constantinople, Grèce, Anatolie, etc), mais, globalement, les Juifs vivant dans la partie de la Hongrie occupée par les Ottomans sont bien mieux traités que ceux passés sous domination autrichienne. Durant les périodes 1546-1590 et 1620-1680, la communauté de Buda est florissante.
À la fin de la période ottomane, le millier de Juifs de Buda prient dans trois synagogues : ashkénaze, séfarade et syrienne.
Après l'édit de tolérance de 1568  (principalement favorable aux protestantismes) de la Diète de Transylvanie, Gabriel Bethlen (1580-1629), prince élu de Transylvanie de 1613 à 1629, calviniste, accorde des privilèges aux populations juives.
Sous la domination des Habsbourg, les Juifs sont soumis à de nouvelles persécutions et expulsions (1686-1740), et à des taxations pendant le règne de Marie-Thérèse.
Sous le règne de Joseph II (1780-1790), dès 1781, ordonne un décret hongrois (1783) annulant tous les décrets séculaires visant à opprimer la population juive : les villes libres royales, à l'exception des villes minières, sont ouvertes aux Juifs désormais libres de s'installer n'importe où dans le pays, avec obligation d'organiser l'administration et l'éducation de la communauté, en latin, allemand ou hongrois, en non plus en hébreu ou yiddish. L'hébreu reste autorisé uniquement pour le culte.
Le XIXe siècle est de tolérance et d'oppression (1790-1847), puis de révolution et d'émancipation (1848-1849), puis de modernité.
Le XXe siècle apporte succès, persécution, et destruction.
- Histoire des Juifs en Hongrie
- Judaïsme néologue
- Fédération des Communautés juives de Hongrie
- Parti des Croix fléchées (1935-1945), Gouvernement d'unité nationale (Hongrie) (1944-1945)
- Shoah en Hongrie
  - Ghetto de Budapest (1944-1945) (Judapest) (et les autres ghettos de Hongrie), Maisons étoilées de Budapest
  - Train d'or hongrois
  - Raoul Wallenberg (1912-1952)
  - Stolpersteine (pierres d'achoppement commémoratives des camps de concentration, Liste des lieux à Stolpersteine commémoratives des camps de concentration (de), Chaussures au bord du Danube (2005)
- Drang nach Osten, Volksdeutsche, Minorité allemande de Hongrie, Expulsion des Allemands d'Europe de l'Est (1944-1948)
  - Opération Margarethe
- Pogrom de Miskolc (en) (1946)
- Séminaire national de formation rabbinique - Université juive (Budapest) (1877)
- Encyclopédie juive (en hongrois)
- Antisémitisme en Hongrie (en), Antisémitisme en Hongrie contemporaine (en) (depuis 1989)
- Synagogues en Hongrie,  Liste de cimetières juifs en Hongrie (de)

### Islam
L'Islam en Hongrie concerne en 2020 0,3 % de la population.
Une partie vient de la minorité ancienne des Böszörmény (en) (Izmaelita / Hysmaelita / Ismaéliens ou Szerecsen / Saracens / Sarrazins), d'origine khwarezmienne, arrivée en Hongrie aux (Xe – XIIIe siècles), employée à des postes de responsabilité, et amenée (par décision papale) à être baptisés chrétiens catholiques.
Une grande partie vient de l'époque de la gouvernance ottomane (1526-1718). La grande majorité des troupes étant des slaves méridionaux, seule une petite minorité turque musulmane s'installe dans les villes et les forteresses frontalières et s'intègre, relativement bien. Les Hongrois convertis à l'Islam, par conviction ou par intérêt, sont plutôt vus comme des renégats par la population hongroise chrétienne très majoritaire.
Enfin, après l'échec de la révolution hongroise de 1848-1849, un certain nombre de militaires, soldats et officiers, (polonais et) hongrois, se convertissent à l'Islam, ce qui leur permet de continuer une carrière dans l'armée ottomane renouvelée.
- Mosquées en Hongrie
- Musulmans hongrois de Nusaybin

## Situation auXXIesiècle

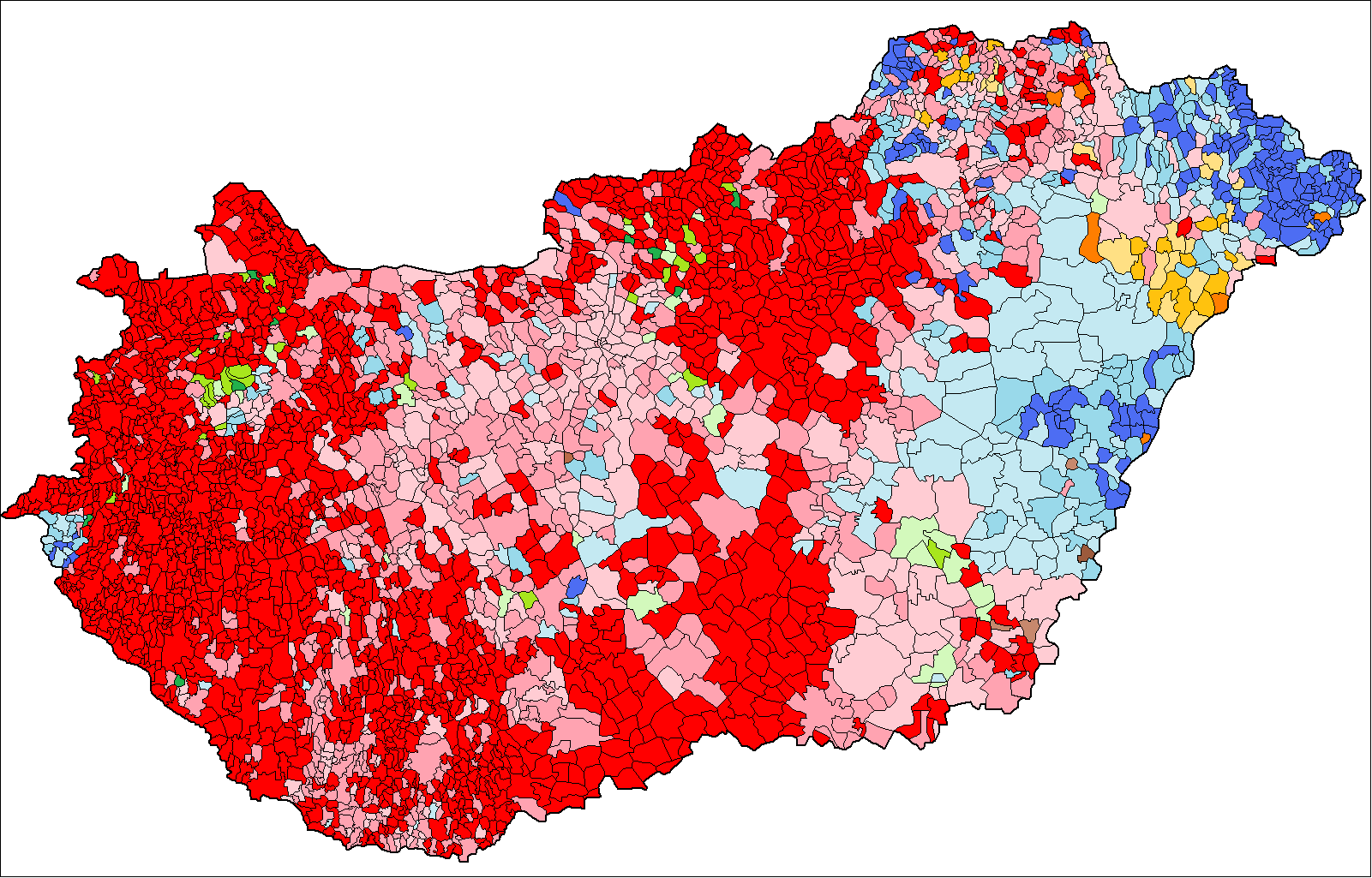
Recensement de 2001 : rouge=catholiques romains, bleu=calvinistes, vert=luthériens, orange=grecs-catholiques, marron=autres (notamment orthodoxes roumains).

La religion la plus importante en Hongrie est le catholicisme (67,5 %), ainsi qu'une minorité importante calviniste (20 %). Les autres religions minoritaires comprennent le luthéranisme (5 %), le judaïsme (0,5 %) et l’orthodoxie. Une autre source parle de 16 % d'athées.
Des formes de néopaganisme Magyare ainsi que Slave s'implantent progressivement depuis la fin du XXe siècle.
- Loi sur la liberté de conscience et le statut juridique des Églises (Hongrie) (2011)

## Repères en 2020
Pour une population d'approximativement 10 000 000 Hongrois en 2020, sans compter les diasporas, les immigrations récentes et les migrants, le paysage religieux en 2011 serait le suivant :
- Christianisme (74,4 %, 54,2 %)
  - Catholicisme (54,5 %, 37,1 %)
    - Église catholique en Hongrie, Saints catholiques hongrois, dont Martyrs de Košice (1619) (3 691 348)
    - Liste de cloîtres en Hongrie (de), Chemin de Saint-Jacques en Hongrie (de)
    - Église grecque-catholique hongroise byzantine (2,6 %, 1,8 %)  (des Églises catholiques orientales)

  - Protestantisme (19,5 %, 15 %), Temples protestants en Hongrie
    - Église unitarienne hongroise (1568, <7 000 |en Hongrie), Arrondissement ecclésiastique unitarien de Hongrie (2010)
    - Église baptiste de Hongrie (1920, <12 000 en Hongrie)
    - Église évangélique de Hongrie luthérienne (3 %)
    - Église réformée de Hongrie calviniste (15,9 % 11,6 %) (1 153 442 ), Église protestante hongroise en France
    - Assemblée de la Foi, confession chrétienneévangélique charismatique hongroise (1979, 30 000 en Hongrie)
    - Église chrétienne apostolique anabaptiste (Krisztusban Hívő Nazarénusok Gyülekezete) (1850-)

  - Orthodoxes (15 298 en 2005, 0,1 %, 13 710,, Églises serbes orthodoxes en Hongrie (de), Évêché orthodoxe roumain de Hongrie
- Autres spiritualités (1 %)
  - Judaïsme (<12 000, 0,1 %, et 10 965)
  - Islam en Hongrie (32 000,5 579 en 2011, soit < 1‰)
  - Bouddhisme, Bouddhisme en Hongrie(9 758 , < 1‰), Bouddhisme vajrayāna, Mouvement bouddhiste dalit (dont un public de la minorité rom de Hongrie)
  - Hindouisme en Hongrie (en) (< 12 000, Vallée de Krishna (Hongrie) (en) (0,1 %)
  - Néo-paganisme en Hongrie (en), Kémitisme, Christopaganisme, Néo-mithraïsme
    - Religion traditionnelle hongroise (en) (Ősmagyar Vallás), (Touranisme hongrois, Hungarisme)
    - Néochamanisme, Táltos, Táltosisme, Tengrisme, Néopaganisme de l'Oural (en)
    - Liste de mouvements tengristes (en), Arbre du Monde, Cheval du vent
    - Wicca, Dianisme, Zsuzsanna Budapest, Association des sorcières hongroises (hu)
- Autres (20..45 %)
  - Irréligion (14,5 %, 16,7 %, 1 659 023 déclarés), agnosticisme, athéisme (147 386, indifférence, prudence…)
  - Sans déclaration (2 699 025 en 2011, soit 27,2 %)

## Galerie

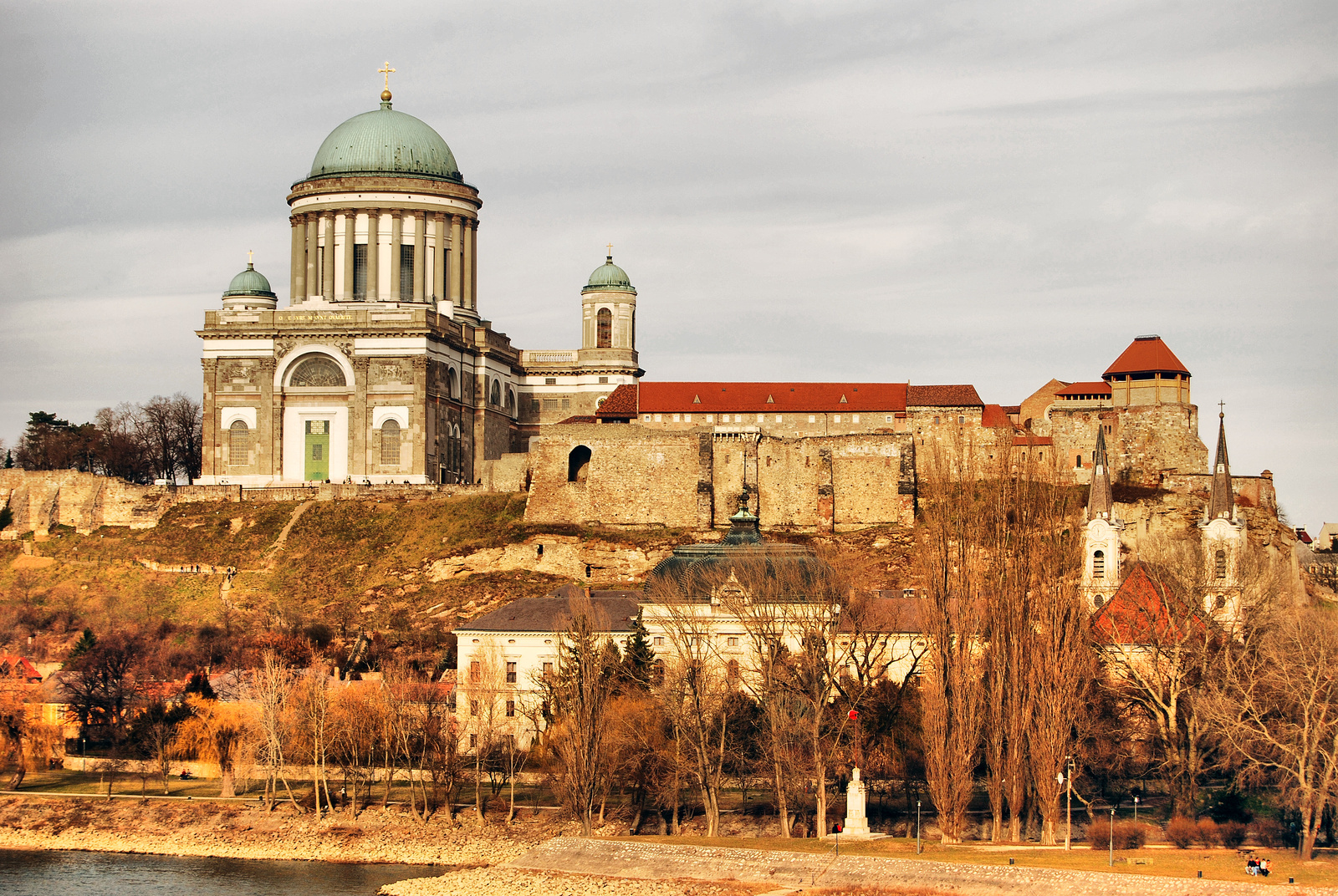
Cathédrale Saint-Adalbert d'Esztergom
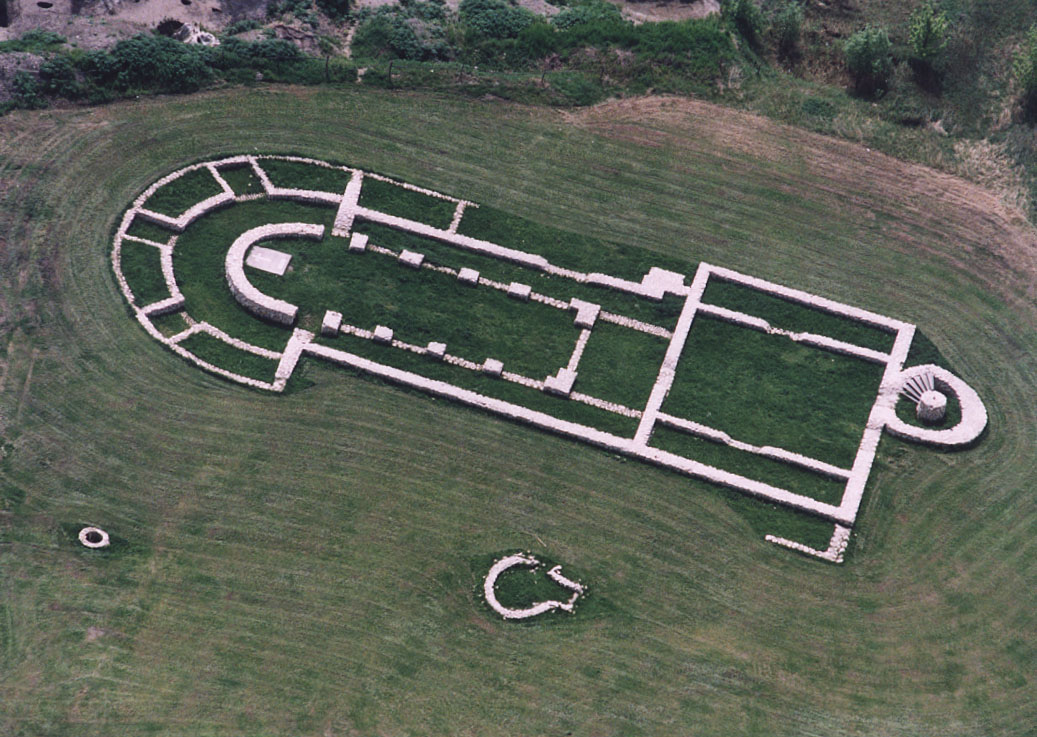
Basilique romane de Zalavár (Balaton)
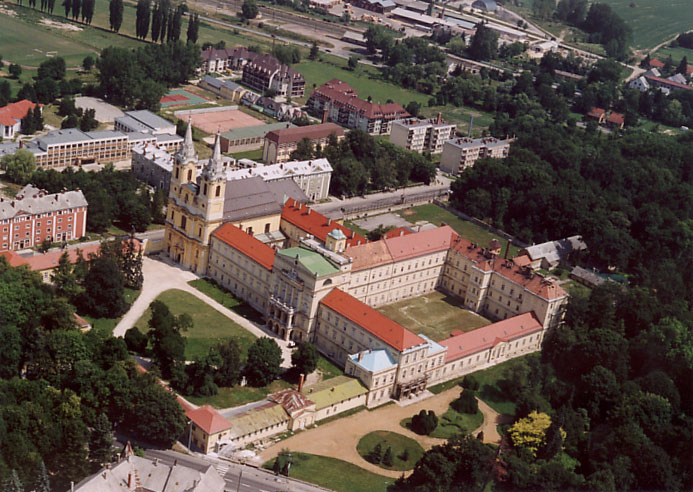
Abbaye de Zirc cistercienne
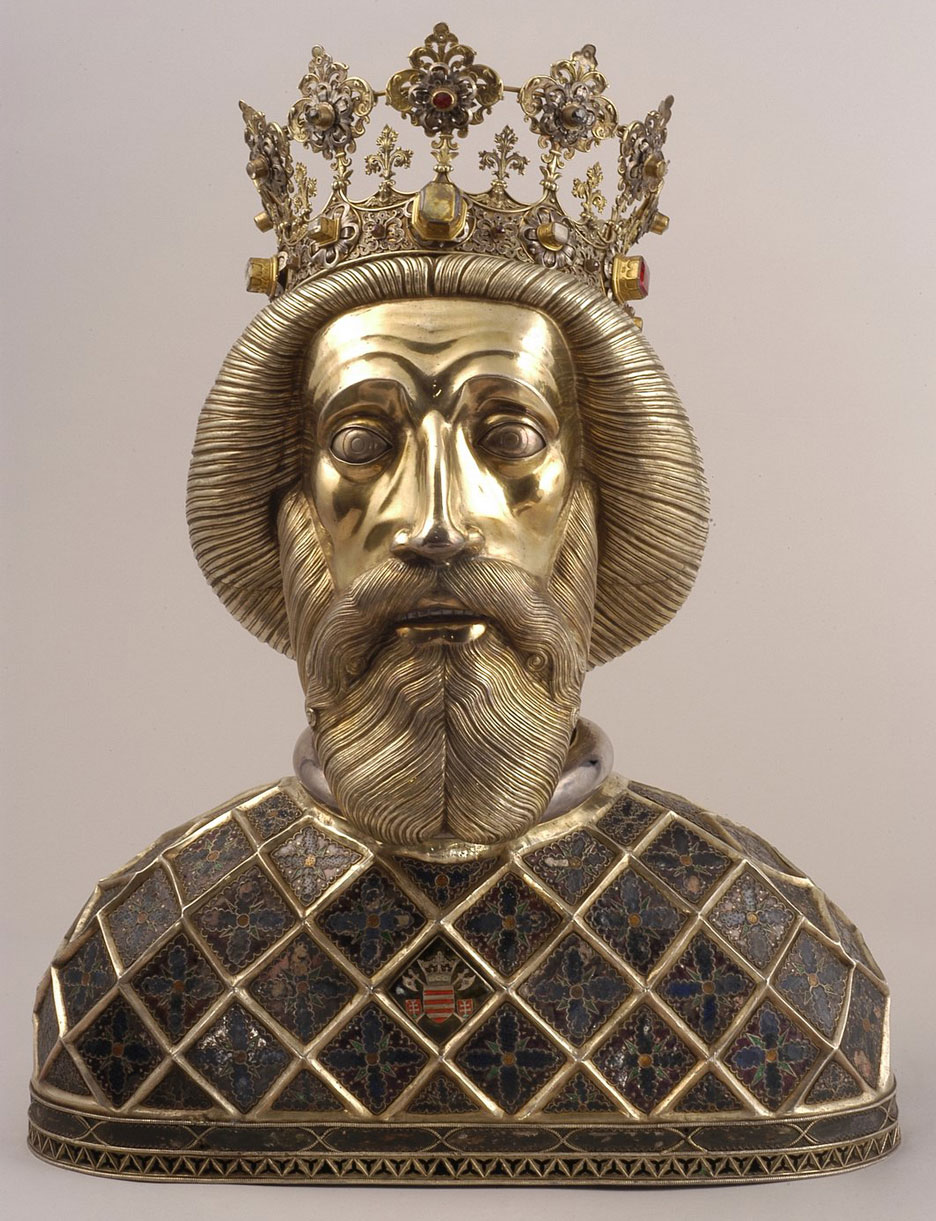
Ladislas Ier de Hongrie
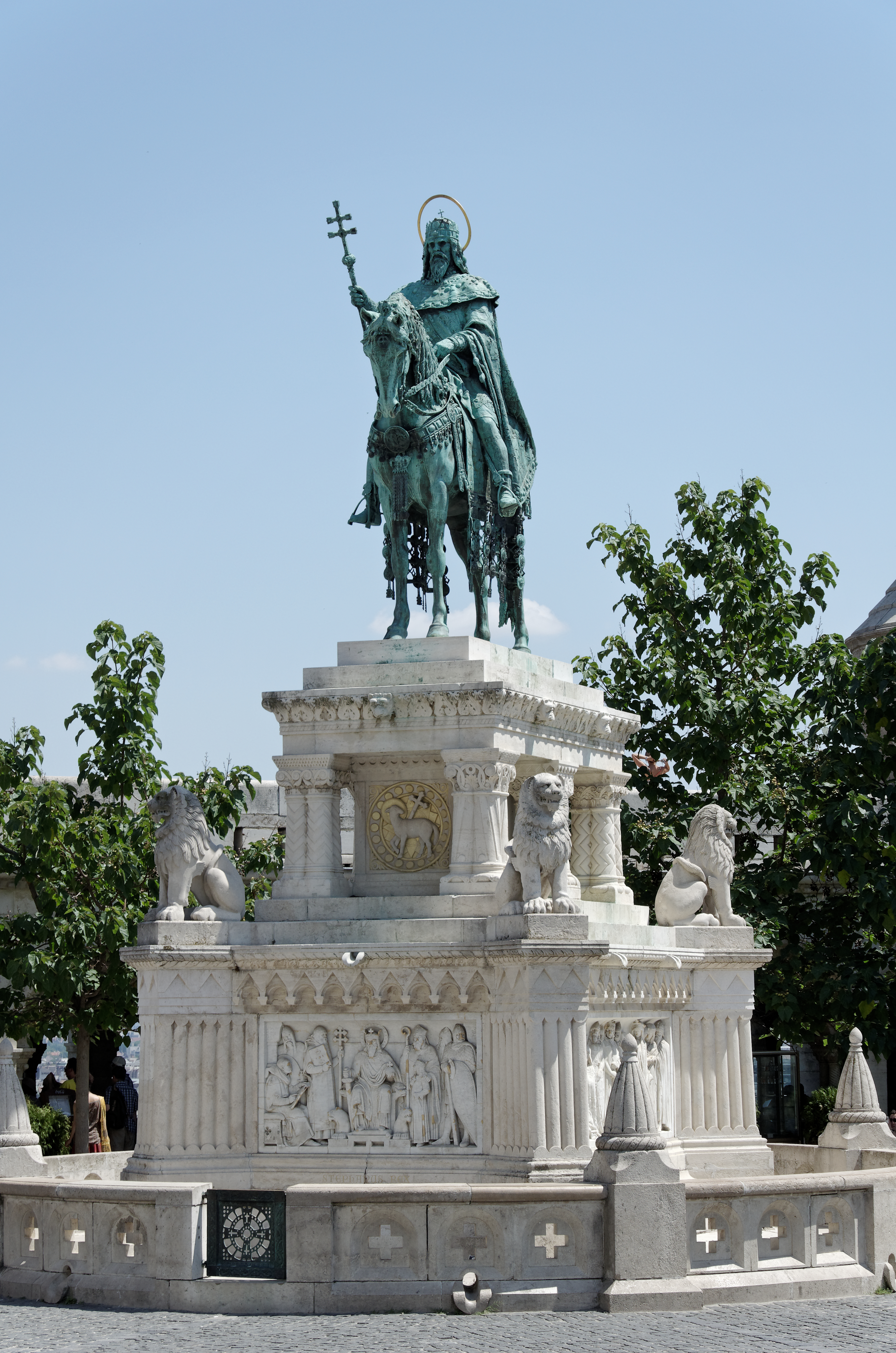
Statue de Saint-Étienne
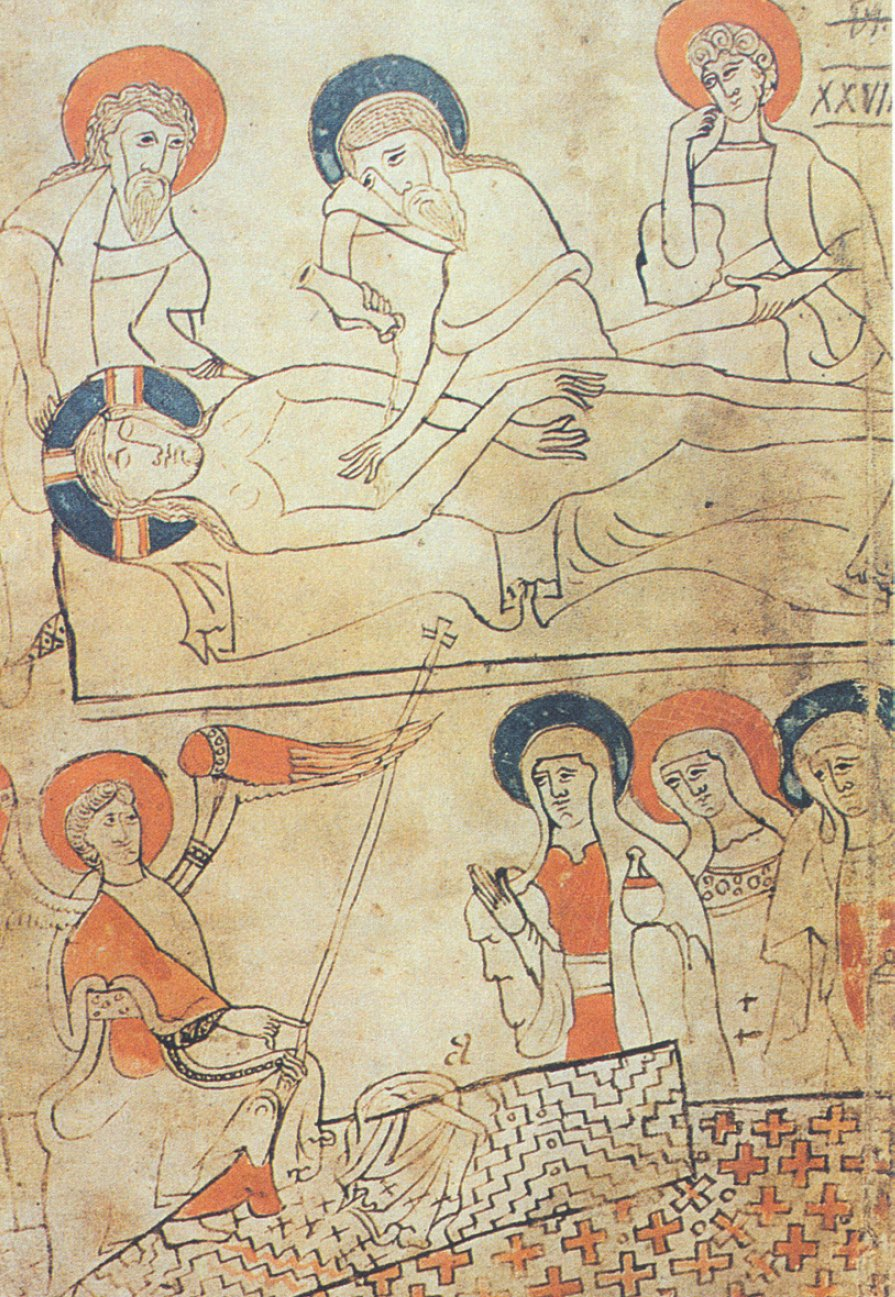
Manuscrit hongrois (1192-1195)
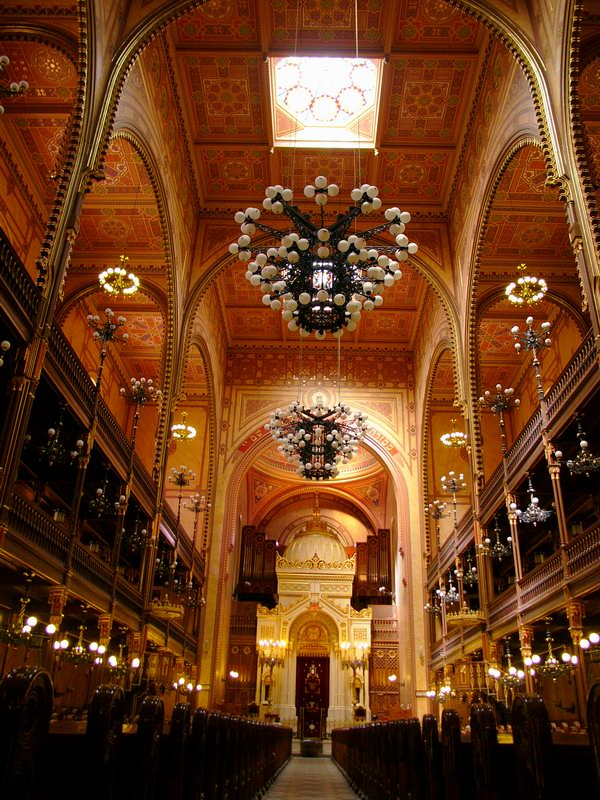
Grande synagogue de Budapest
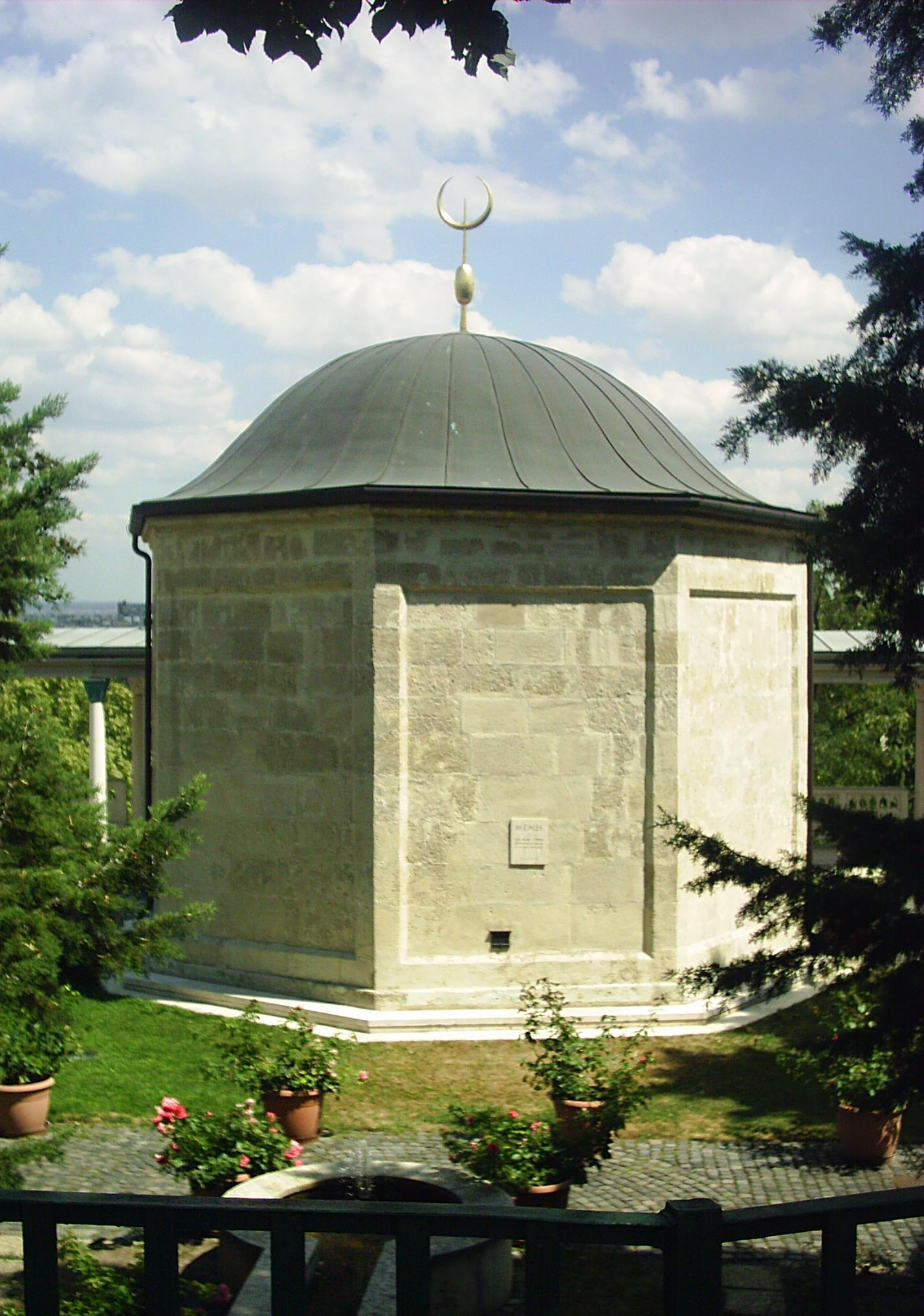
Türbe de Gül Baba (1543-1548), Budapest
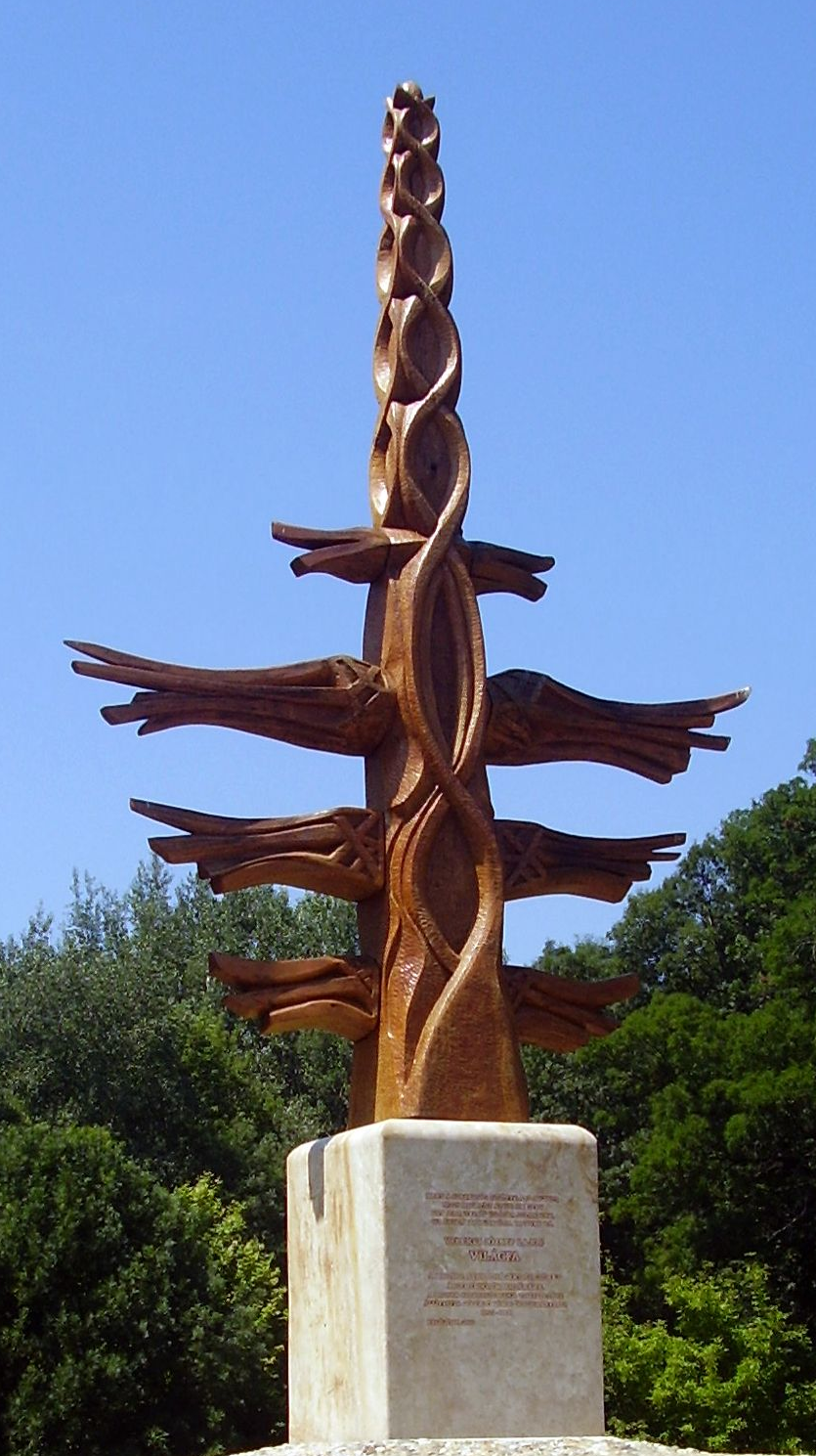
Világfa arbre-monde Budapest-Gödöllő